# Verwaltungsgemeinschaft Coswig (Anhalt)
In der Verwaltungsgemeinschaft Coswig (Anhalt) des Landkreises Wittenberg in Sachsen-Anhalt waren die Stadt Coswig (Anhalt) und die Gemeinde Thießen zur Erledigung ihrer Verwaltungsgeschäfte zusammengeschlossen.
Mit Wirkung vom 1. September 2010 wurde die Gemeinde Thießen in die Stadt Coswig (Anhalt) eingemeindet. Die Verwaltungsgemeinschaft Coswig (Anhalt) erlosch damit.
Auf einer Fläche von 295,73 km² lebten 13.875 Einwohner (31. Dezember 2007, noch inkl. Griebo). Die Verwaltung war am Markt 1 in 06869 Coswig (Anhalt) ansässig.
Zu den ursprünglich zehn Gemeinden (Buko, Cobbelsdorf, Coswig (Anhalt), Düben, Griebo, Klieken, Köselitz, Möllensdorf, Senst und Wörpen) kamen am 1. Januar 2005 die Gemeinden Bräsen, Hundeluft, Jeber-Bergfrieden, Ragösen, Serno, Stackelitz und Thießen  aus der aufgelösten Verwaltungsgemeinschaft Rosseltal hinzu.
Am 1. Juli 2007 wurde die Verwaltungsgemeinschaft Coswig (Anhalt) aufgrund einer Kreisgebietsreform vom ehemaligen Landkreis Anhalt-Zerbst in den Landkreis Wittenberg eingegliedert. Am 1. Januar 2008 wurde Wörpen nach Coswig (Anhalt) und Griebo nach Wittenberg eingemeindet. Seit dem 1. Januar 2009 sind die ehemals selbstständigen Gemeinden Buko, Cobbelsdorf, Köselitz, Senst und Serno Ortsteile der Stadt Coswig (Anhalt), am 1. März 2009 erfolgte die Eingemeindung von Düben und Klieken. Es folgten am 1. Juli 2009 Hundeluft, Jeber-Bergfrieden, Möllensdorf und Ragösen und am 1. Januar 2010 Bräsen und Stackelitz.
Das Gebiet der Verwaltungsgemeinschaft erstreckte sich von der Landesgrenze zu Brandenburg bei Senst und Stackelitz im Südteil des Hohen Flämings über die Täler der oberen Nuthe und Rossel bis hinunter zum Elbetal. Westlich von Serno erreicht das sehr waldreiche Gebiet 181 m ü. NN.

## Die Gemeinden mit ihren Ortsteilen
- Stadt Coswig (Anhalt) mit Bräsen, Buko, Buro, Cobbelsdorf Düben, Göritz, Grochewitz, Hundeluft, Jeber-Bergfrieden, Klieken, Köselitz, Krakau, Möllensdorf, Pülzig, Ragösen, Senst, Serno, Stackelitz, Wahlsdorf, Weiden, Wörpen und Zieko
- Thießen mit Luko